# Запис орах код ваге (Чепуре)
Запис орах код ваге (Чепуре) се налази на парцели чији је власник Општина Параћин.

## Локација
| Општина             | Параћин                                                                     |
| Катастарска општина | Чепуре                                                                      |
| Потес               | Село                                                                        |
| Координате          | 43° 49′ 35″ С; 21° 21′ 32″ И / 43.826500000000003° С; 21.358799999999999° И |
| Надморска висина    | 124m                                                                        |

## Карактеристике
Дендрометријске вредности утврђене на терену и сателитским снимцима:
| Стабло                     | Орах |
| Висина стабла              | m    |
| Обим дебла                 | m    |
| Пречник крошње             | 14m  |
| Пречник дебла              | m    |
| Висина дебла до прве гране | m    |

## База записа
Запис је у оквиру Викимедија пројекта "Запис - Свето дрво" заведен под редним бројем 0057.